# Chiesa di San Gottardo (Vilminore di Scalve)
La chiesa di Bueggio frazione di Vilminore di Scalve in provincia e diocesi di Bergamo. La chiesa è inserita nel vicariato di Vilminore ed è parrocchiale unita a quella di chiesa di Santa Maria Assunta e San Pietro.

## Storia

### L'antica chiesa
Le prime notizie relative alla chiesa di San Gottardo risalgono al 1527 quando un documento segnala come la comunità della vicinia si fosse riunita nei locali della chiesa dedicata a Gottardo di Hildesheim il 1° gennaio. Quella primitiva struttura venne ampliata nella prima metà del Seicento per interessamento del vescovo di Bergamo, Luigi Grimani, e portata a compimento il 16 ottobre 1634. Venne consacrata ufficialmente il 16 settembre 1649 da monsignor Giovanni Battista da Dovara, vicario apostolico di Aleppo a nome del vescovo di Bergamo. La chiesa già all'epoca dipendeva integralmente dalla pieve di Scalve, pur disponendo di un proprio parroco per le funzioni religiose, come indicato sommario delle chiese della diocesi di Bergamo, redatto nel 1666 dal cancelliere Marenzi.
Un secondo ampliamento della chiesa di Bueggio fu fatto nel 1710 e consacrato ufficialmente solo il 31 agosto 1874 dal vescovo Pietro Luigi Speranza.

### La nuova chiesa
La chiesa venne completamente distrutta dal crollo della diga del Gleno il 1º dicembre 1923. . Tutto l'arredo della chiesa andò perduto compresa l'imponente tribuna dell'altare maggiore opera fantoniana.
Si pensò quasi subito alla sua ricostruzione di un edificio che avesse le medesime fattezze della precedente, su progetto dell'ingegnere bergamasco Luigi Angelini su precedenti disegni di Ferdinando Perlini. I lavori  si protrassero dal 1925 al 1930. In realtà i lavori iniziarono ufficialmente nel 1927 dal momento che la comunità di Bueggio dovette attendere due anni per ottenere i fondi statali necessari alla ricostruzione e per l'approvazione del progetto definitivo. La posa della prima pietra della nuova chiesa avvenne ufficialmente il 5 novembre 1927 e venne simbolicamente utilizzata una pietra della vecchia chiesa. Fu necessario ricostruire completamente il concerto campanario andato distrutto col campanile nel corso del disastro, ed il nuovo venne benedetto nel 1929 da mons. Davide Re. Poco dopo dopo la distruzione della chiesa a causa delle acque della diga, venne costruita una struttura provvisoria in legno dotata di un campanile temporaneo destinato ad accogliere una nuova campana fusa nel 1924 dalla ditta Angelo Bianchi & figli di Varese, che realizzò poi un concerto completo di cinque campane una volta completata la nuova struttura. Nel corso del disastro andò distrutto anche l'altare maggiore, acquistato nel Settecento dalla parrocchia di Rovetta, in legno finemente lavorato e dorato dalla bottega di Andrea Fantoni.
L'organo originario del 1900 venne sostituito nel 1930. La prima messa nella nuova chiesa venne celebrata il 30 agosto 1929 e contemporaneamente vennero iniziati i lavori di smontaggio della chiesa provvisoria posta in prossimità che era stata realizzata in legno.
La chiesa venne decorata internamente nel 1943. Nel 1975 fu posto al centro del presbiterio il nuovo altare ligneo rivolto verso la navata e rispondente all'adeguamento liturgico delle chiese.

## Descrizione

### Esterno
La chiesa parrocchiale di Bueggio si presenta nelle forme attuali isolata da ogni struttura circostante, con un sagrato pavimentato in selciato tutto attorno al tempio. La facciata ed i fianchi della chiesa presentano linee di gusto settecentesco con cornici, lesene e capitelli in pietra artificiale martellinata. Il portale d'ingresso è preceduto da un piccolo portico aperto in tre luci ad arco. L'arco centrale, più ampio rispetto a quelli laterali, è sovrastato da un timpano a forma triangolare con la cornice orizzontale interrotta per accogliere un grande cartiglio in pietra ove è riportata la frase latina "DIRUTUM PERREPTO GLENI AGGERE POPULO AEREQUE PUBLICO RESTITUTUM". La facciata presenta quattro lesene e al centro un finestrone sagomato con un cartiglio con la dedica "D.O.M. DIVO GOUDEARDO". 

### Interno
Internamente la chiesa si presenta con un'unica navata, divisa solo da lesene ed arcate in tre campate. La chiesa è dotata in totale di sei cappelle, disposte tre per lato. Il presbiterio ha una pianta rettangolare coperta da una volta a vela, con un'abside semicircolare con l'affresco rappresentante la "Gloria di san Gottardo".
La prima cappella a sinistra è occupata dal fonte battesimale delimitata da un cancelletto in ferro e fonte in marmo rosso di Verona di forma ottagonale e copertura in legno di noce. La seconda cappella a sinistra è dedicata alla Madonna con altare policromo in marmi rossi e grigi. La seconda cappella a destra è dedicata al Sacro Cuore, e ai santi Gottardo, Filippo Neri e Giuseppe. L'altare maggiore si presenta in legno scolpito con un tabernacolo, sovrastato dalla statua della Vergine, accompagnata da san Filippo Neri e san Gottardo.